# Rafael Matos
Rafael Fabris de Matos (* 6. ledna 1996 Porto Alegre, Rio Grande do Sul) je brazilský profesionální tenista hrající levou rukou. Na grandslamu zvítězil ve smíšené soutěži Australian Open 2023 s krajankou Luisou Stefaniovou. Ve své dosavadní kariéře na okruhu ATP Tour vyhrál deset deblových turnajů. Na challengerech ATP a okruhu ITF získal čtyři tituly ve dvouhře a čtyřicet jedna ve čtyřhře.
Na žebříčku ATP byl ve dvouhře nejvýše klasifikován v květnu 2018 na 440. místě a ve čtyřhře pak v únoru 2023 na 26. místě. Trénuje ho Franco Ferreiro.
V juniorském tenise si zahrál finále čtyřhry US Open 2014, z něhož odešel s krajanem Joãem Menezesem poražen od australsko-japonské dvojice Omar Jasika a Naoki Nakagawa. Ve druhém setu Brazilci nevyužili tři setboly.
V brazilském daviscupovém týmu debutoval v roce 2021 džunijskou 1. světovou skupinou proti Libanonu, v níž vyhrál po boku Marcela Demolinera čtyřhru. Brazilci zvítězili 4–0 na zápasy. Do září 2024 v soutěži nastoupil k  mezistátním utkáním s bilancí 0–0 ve dvouhře a 5–0 ve čtyřhře.

## Tenisová kariéra
V rámci událostí okruhu ITF debutoval v říjnu 2011, když na turnaji v rodném Portu Alegre, dotovaným 10 tisíci dolary, zasáhl do čtyřhry s krajanem Gabrielem Velliñhem Hocevarem. V úvodním kole podlehli brazilskému páru Thiago Monteiro a Joao Pedro Sorgi. O týden později nastoupil v témže areálu poprvé do dvouhry, v níž jej vyřadil Argentinec Gaston-Arturo Grimolizzi.
Na okruhu ATP Tour debutoval únorovou čtyřhrou Brasil Open 2019 v São Paulu, do níž získali s krajanem Igorem Marcondesem divokou kartu. V prvním kole však vypadli s Němci Maximilianem Martererem a Andreasem Miesem. Na Rio Open 2020 se jeho spoluhráčem stal Brazilec Orlando Luz, s nímž v předchozí kariéře triumfoval na dvou challengerech. V zahajovacím zápase zdolali první světový pár Kolumbijců Juan Sebastián Cabal a Robert Farah, čímž poprvé na túře ATP vyhrál zápas. V další fázi jejich cestu soutěží ukončili Felipe Meligeni Alves s Thiagem Monteirem.
Premiérové finále na okruhu ATP Tour si zahrál ve čtyřhře únorového Córdoba Open 2021. Ve finále s krajanem Felipem Meligenim Alvesem přehráli monacko-francouzskou dvojici Romain Arneodo a Benoît Paire po dvousetovém průběhu a oba získali první trofej.

## Finále na Grand Slamu

### Smíšená čtyřhra: 1 (1–0)
| Stav    | rok  | turnaj          | povrch | spoluhráčka      | soupeři ve finále            | výsledek      |
| ------- | ---- | --------------- | ------ | ---------------- | ---------------------------- | ------------- |
| Vítězka | 2023 | Australian Open | tvrdý  | Luisa Stefaniová | Sania Mirzaová Rohan Bopanna | 7–6(7–2), 6–2 |

## Finále na okruhu ATP Tour

### Čtyřhra: 17 (10–7)
| Legenda                   |
| ------------------------- |
| Grand Slam (0)            |
| Turnaj mistrů (0)         |
| ATP Tour Masters 1000 (0) |
| ATP Tour 500 (2–2)        |
| ATP Tour 250 (8–5)        |

| Stav      | č.  | datum         | turnaj                       | kategorie | povrch    | spoluhráč             | soupeři ve finále                   | výsledek               |
| --------- | --- | ------------- | ---------------------------- | --------- | --------- | --------------------- | ----------------------------------- | ---------------------- |
| Vítěz     | 1.  | únor 2021     | Córdoba, Argentina           | ATP 250   | antuka    | Felipe Meligeni Alves | Romain Arneodo Benoît Paire         | 6–4, 6–1               |
| Finalista | 1.  | květen 2021   | Bělehrad, Srbsko             | ATP 250   | antuka    | André Göransson       | Jonatan Erlich Andrej Vasilevskij   | 4–6, 1–6               |
| Vítěz     | 2.  | únor 2022     | Santiago, Chile              | ATP 250   | antuka    | Felipe Meligeni Alves | André Göransson Nathaniel Lammons   | 7–6(10–8), 7–6(7–3)    |
| Vítěz     | 3.  | duben 2022    | Marrákeš, Maroko             | ATP 250   | antuka    | David Vega Hernández  | Andrea Vavassori Jan Zieliński      | 6–1, 7–5               |
| Finalista | 2.  | květen 2022   | Mnichov, Německo             | ATP 250   | antuka    | David Vega Hernández  | Kevin Krawietz Andreas Mies         | 6–4, 4–6, [7–10]       |
| Vítěz     | 4.  | červen 2022   | Mallorca, Španělsko          | ATP 250   | tráva     | David Vega Hernández  | Ariel Behar Gonzalo Escobar         | 7–67–5, 6–76–8, [10–1] |
| Vítěz     | 5.  | červenec 2022 | Båstad, Švédsko              | ATP 250   | antuka    | David Vega Hernández  | Simone Bolelli Fabio Fognini        | 6–4, 3–6, [13–11]      |
| Vítěz     | 6.  | říjen 2022    | Sofie, Bulharsko             | ATP 250   | tvrdý (h) | David Vega Hernández  | Fabian Fallert Oscar Otte           | 3–6, 7–5, [10–8]       |
| Finalista | 3.  | říjen 2022    | Tokio, Japonsko              | ATP 500   | tvrdý     | David Vega Hernández  | Mackenzie McDonald Marcelo Melo     | 4–6, 6–3, [4–10]       |
| Finalista | 4.  | červenec 2023 | Båstad, Švédsko              | ATP 250   | antuka    | Francisco Cabral      | Gonzalo Escobar Oleksandr Nedověsov | 2–6, 2–6               |
| Finalista | 5.  | září 2023     | Čcheng-tu, Čína              | ATP 250   | tvrdý     | Francisco Cabral      | Sadio Doumbia Fabien Reboul         | 6–4, 5–7, [7–10]       |
| Vítěz     | 7.  | únor 2024     | Rio de Janeiro, Brazílie     | ATP 500   | antuka    | Nicolás Barrientos    | Alexander Erler Lucas Miedler       | 6–4, 6–3               |
| Vítěz     | 8.  | červen 2024   | Stuttgart, Německo           | ATP 250   | tráva     | Marcelo Melo          | Robert Galloway Julian Cash         | 3–6, 6–3, [10–8]       |
| Vítěz     | 9.  | červenec 2024 | Båstad, Švédsko (2)          | ATP 250   | antuka    | Orlando Luz           | Manuel Guinard Grégoire Jacq        | 7–5, 6–4               |
| Finalista | 6.  | srpen 2024    | Washington, Spojené státy    | ATP 500   | tvrdý     | Marcelo Melo          | Nathaniel Lammons Jackson Withrow   | 5–7, 3–6               |
| Finalista | 7.  | únor 2025     | Buenos Aires, Argentina      | ATP 250   | antuka    | Marcelo Melo          | Guido Andreozzi Théo Arribagé       | 5–7, 6–4, [7–10]       |
| Vítěz     | 10. | únor 2025     | Rio de Janeiro, Brazílie (2) | ATP 500   | antuka    | Marcelo Melo          | Jaume Munar Pedro Martínez          | 6–2, 7–5               |

## Tituly na challengerech ATP
| Legenda                 |
| ----------------------- |
| Challengery (0 D; 10 Č) |

### Čtyřhra (11 titulů)
| Č.  | datum         | turnaj                     | povrch | spoluhráč             | poražení finalisté                                | výsledek              |
| --- | ------------- | -------------------------- | ------ | --------------------- | ------------------------------------------------- | --------------------- |
| 1.  | říjen 2019    | Campinas, Brazílie         | antuka | Orlando Luz           | Miguel Ángel Reyes-Varela Fernando Romboli        | 6–7(2–7), 6–4, [10–8] |
| 2.  | leden 2020    | Punta del Este, Uruguay    | antuka | Orlando Luz           | Juan Manuel Cerúndolo Thiago Agustín Tirante      | 6–4, 6–2              |
| 3.  | září 2020     | Iași, Rumunsko             | antuka | João Menezes          | Treat Conrad Huey Nathaniel Lammons               | 6–2, 6–2              |
| 4.  | únor 2021     | Concepción, Chile          | antuka | Orlando Luz           | Sergio Galdós Diego Hidalgo                       | 7–5, 6–4              |
| 5.  | duben 2021    | Tallahassee, Spojené státy | antuka | Orlando Luz           | Sekou Bangoura Donald Young                       | 7–6(7–2), 6–2         |
| 6.  | srpen 2021    | Cordenons, Itálie          | antuka | Orlando Luz           | Sergio Galdós Renzo Olivo                         | 6–4, 7–6(7–5)         |
| 7.  | srpen 2021    | Como, Itálie               | antuka | Felipe Meligeni Alves | Luis David Martínez Andrea Vavassori              | 6–7(2–7), 6–4, [10–6] |
| 8.  | listopad 2021 | Montevideo, Uruguay        | antuka | Felipe Meligeni Alves | Ignacio Carou Luciano Darderi                     | 6–4, 6–4              |
| 9.  | listopad 2021 | Campinas, Brazílie         | antuka | Felipe Meligeni Alves | Gilbert Klier Júnior Matheus Pucinelli de Almeida | 6–3, 6–1              |
| 10. | prosinec 2021 | Rio de Janeiro, Brazílie   | tvrdý  | Orlando Luz           | James Cerretani Fernando Romboli                  | 6–3, 7–6(7–2)         |
| 11. | květen 2022   | Bordeaux, Francie          | antuka | David Vega Hernández  | Hugo Nys Jan Zieliński                            | 6–4, 6–0              |

## Finále na juniorském Grand Slamu

### Čtyřhra juniorů: 1 (0–1)
| Stav      | rok  | turnaj  | povrch | spoluhráč    | soupeři ve finále          | výsledek      |
| --------- | ---- | ------- | ------ | ------------ | -------------------------- | ------------- |
| Finalista | 2014 | US Open | tvrdý  | João Menezes | Omar Jasika Naoki Nakagawa | 3–6, 6–7(6–8) |